# Acineta
- Commons
- Wikispecies

Acineta é um género botânico pertencente à família das orquídeas (Orchidaceæ). Foi proposto por John Lindley em Edwards's Botanical Register 29: Misc. 67, em 1843. A Acineta humboldti foi por ele designada como espécie-tipo e, hoje, é um sinônimo da Acineta superba (Kunth) Rchb.f., anteriormente descrita como Anguloa superba Kunth.

## Etimologia
Seu nome deriva da palavra grega ακίνητος (akinetos), que significa "imóvel", sendo uma referência ao fato do labelo de suas flores ser rigidamente soldado à coluna, não articulado.  A primeira descrição deste gênero foi feita por Humboldt, Bonpland y Kunth em 1816.

## Distribuição
São cerca de quinze espécies muito robustas, em regra epífitas, de crescimento cespitoso, que em sua maioria existem desde o México até o Equador, Peru e Venezuela, habitando florestas úmidas e de altitude, ocasionalmente rupícolas em barrancos pedregosos escarpados.
É citada para o Brasil a Acineta alticola, e há também citações não comprovadas sobre a Acineta superba, espécie natural da Venezuela, a qual também ocasionanalmente aparece no Suriname e Guianas. São as únicas de possível ocorrência no Brasil. A Acineta alticola existe em Roraima e no Amazonas.

## Descrição
Acineta pertence a um grupo formado pelos gêneros Vasqueziella e Luedemannia, este grupo por sua vez próximo a Lacaena. Outro grupo que se afina com estes gêneros, é formado por Soterosanthus, Kegeliella e Polycycnis.
Apresentam grandes pseudobulbos ovais, inicialmente guarnecidos por bainhas, com igualmente grandes folhas apicais coriáceas, multinervuradas e subcoriáceas similares às de Lycaste. A inflorescência é basal pendente, bastante longa, com muitas flores similares as descritas em Peristeria, porém pelo colorido bem mais vistosas, das quais se diferenciam, dentre outras características menos marcantes, pelo calo central com quatro dentes na base do labelo, pelo hipoquílio, pelo menos tão longo quando os lobos laterais do labelo, e pela coluna, em regra pubescente.
Todas as espécies têm duas polínias, excetuando-se a Acineta dalessandroi, descrita por Dodson em 1984, que têm quatro. Nesta espécie as flores não chegam a abrir-se devido à alta clestogamia.

## Espécies
O gênero Acineta possui 17 espécies reconhecidas atualmente.
- Acineta alticola C.Schweinf.
- Acineta antioquiae Schltr.
- Acineta barkeri (Bateman) Lindl.
- Acineta beyrodtiana Schltr.
- Acineta chrysantha (C.Morren) Lindl.
- Acineta confusa Schltr.
- Acineta cryptodonta Rchb.f.
- Acineta densa Lindl.
- Acineta erythroxantha Rchb.f.
- Acineta hagsateri Salazar & Soto Arenas
- Acineta hennisiana Schltr.
- Acineta hrubyana Rchb.f.
- Acineta mireyae G.Gerlach & M.H.Weber
- Acineta salazarii Soto Arenas
- Acineta sella-turcica Rchb.f.
- Acineta sulcata Rchb.f.
- Acineta superba (Kunth) Rchb.f.